# 단 콘두라케
단 콘두라케(루마니아어: Dan Condurache, 루마니아어 발음: [ˈdan konduˈrake], 1952년 7월 26일~)는 루마니아의 배우이다.

## 출연 작품

### 영화
- 와이 미? (2014년)
- 이프 더 씨 더즌트 다이 (2010년)
- 사일런트 웨딩 (2008년)
- 신의 입맞춤 (2002년)
- 여의사와 7생명 (2000년)
- 참나무 (1992년)